# Pompeï
Pompeï (ook wel: Pompeii of Pompeji) was een Antiek-Romeinse provinciestad met ongeveer 20.000 inwoners die bestond van de 7e eeuw voor Christus tot in de eerste eeuw na Christus. Osken, Samnieten, Grieken, Etrusken en Romeinen lieten er allemaal hun sporen achter. Pompeï, dat in 62 n.Chr. al door een aardbeving was getroffen, werd in 79 bedekt door as door de uitbarsting van de Vesuvius. Het is daardoor een van de best bewaarde Romeinse steden geworden, hoewel de opgravingen gepaard gaan met erosie en vervuiling.
Nadat de eerste overblijfselen al aan het eind van de 16e eeuw werden ontdekt, worden sinds de 18e eeuw archeologische opgravingen verricht. Sindsdien zijn grote delen van de stad blootgelegd en geeft de plaats een goed geconserveerd beeld van het Romeinse dagelijks leven. Pompeï staat op de Werelderfgoedlijst van UNESCO en is een belangrijke toeristische attractie die jaarlijks zo'n 2,5 miljoen bezoekers trekt. Wegens de grote toeristenstroom worden vanaf november 2024 maatregelen genomen om het aantal bezoekers te beperken tot 20.000 per dag.

## Geschiedenis

Kaart van Pompeï en omgeving, verspreiding van as na de uitbarsting van de vulkaan Vesuvius

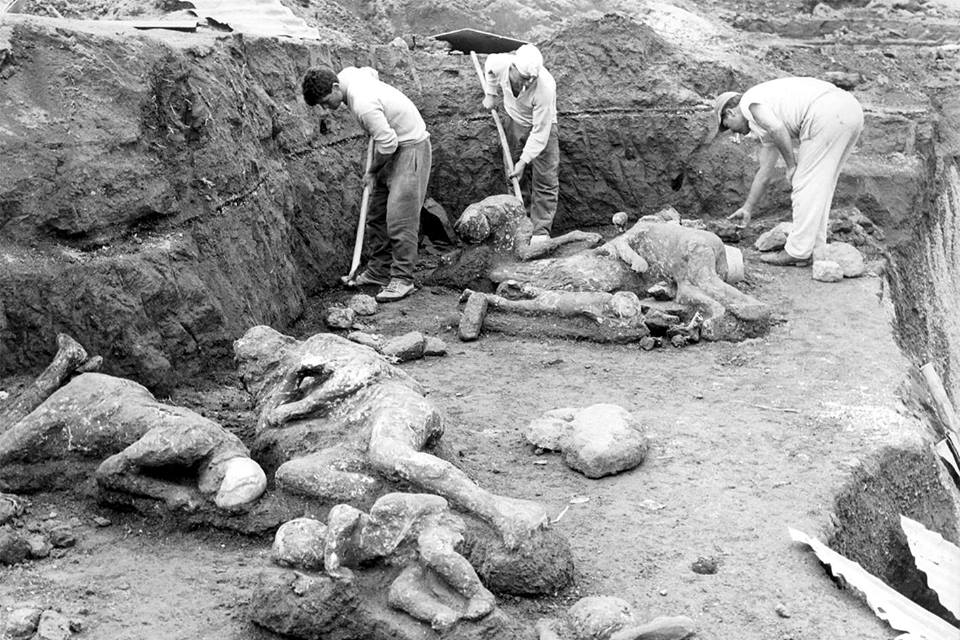
Opgravingen in 1961. Op de grond liggen gipsafgietsels van overledenen.

Pompeï is waarschijnlijk rond de 7e eeuw v.Chr. ontstaan toen Osken zich vestigden op een verhoging in het landschap langs de rivier de Sarno, dichtbij zee. In de 6e eeuw v.Chr. stond het stadje onder Etruskische en Griekse invloed. De Feniciërs gebruikten de stad als handelshaven. Na de zeeslag bij Cumae (474 v.Chr.), toen de Etrusken werden verslagen, kwam de stad in de invloedssfeer van de Samnieten. In de 3e eeuw v.Chr. kreeg Pompeï de status van bondgenoot van de Romeinen, maar was nog niet Romeins. In de jaren 91-89 v.Chr. deed het mee aan de Bondgenotenoorlog tegen Rome, waarbij het samen met Stabiae en Herculaneum werd verslagen door de Romeinse dictator Sulla, die de stad in 80 v.Chr. tot een Romeinse colonia maakte met de officiële naam Colonia Veneria Cornelia Pompeianorum. De naam Veneria verwees naar Venus, de beschermgodin van de stad, en Cornelia was ontleend aan de familienaam van Sulla. In de Romeinse tijd was het een bloeiende stad met ca. 12.000 inwoners (schattingen lopen uiteen van 6400 tot 30.000).
In 59 n.Chr. vonden er hevige rellen plaats in het amfitheater tussen inwoners van Pompeï en het naburige Nuceria, waarbij vele doden vielen. Het was voor keizer Nero aanleiding de gladiatorenspelen voor tien jaar te verbieden. Het voorval is beschreven door Tacitus (Annalen, XIV, 17). In 62 (volgens Tacitus) of 63 n.Chr. (volgens Seneca) werd Pompeï door een aardbeving grotendeels verwoest. Dit gebeurde op een dag dat er net grote festiviteiten aan de gang waren. De stad werd hierna weer opgebouwd en waarschijnlijk heeft men ook besloten om haar te verfraaien. Zo werd het grote badhuis pas na de beving gebouwd op de plek van een verwoest huizenblok. Rond het jaar 64 bezochten keizer Nero en zijn vrouw Poppaea Sabina de stad. Waarschijnlijk trad Nero toen op in het theater in Napels.
Op 24 oktober 79, ten tijde van keizer Titus, volgde de fatale uitbarsting van de Vesuvius, die Pompeï bedekte met een vier meter dikke laag vulkanische as en brokstukken (lapilli). De uitbarsting werd door Plinius de Jongere beschreven in een brief, waarin hij Pompeï overigens niet vermeldde. Plinius noemt de datum 24 augustus, maar de vondst van bessen die alleen in de herfst gegeten konden worden, vuurresten in een kachel en de datum 17 oktober 79 door een bouwvakker met houtskool op een muur geschreven, doet vermoeden dat dit een vergissing was en dat de stad op 24 oktober werd verwoest. Waarschijnlijk hebben de meeste inwoners zich eerst verscholen in hun huizen om de asregen uit te zitten, waardoor een groot aantal mensen ingesloten raakte.
Resten van Pompeï werden voor het eerst teruggevonden bij de aanleg van het Sarnokanaal van 1594 tot 1600. In 1748 werden opgravingen gedaan onder supervisie van Karel van Bourbon, de koning van Napels. De eerste serieuze opgravingen begonnen in 1860 onder leiding van de archeoloog Giuseppe Fiorelli. Hij was ook degene die het procedé bedacht om gipsafgietsels van de slachtoffers te maken. De lichamen van de slachtoffers die onder de lava bedolven lagen waren in de loop der eeuwen vergaan op hun botten na. De lava was echter gestold waardoor een holte overbleef die de vorm van het lichaam had aangenomen. Door de holte te vullen met gips kon men een beeld maken in de vorm van het gestorven slachtoffer. In Pompeï liggen veel van deze gipsafgietsels tentoongesteld.
Inmiddels is ongeveer 60% van Pompeï opgegraven. Vanaf 1999 wordt er meer geconcentreerd op conservering en worden er geen nieuwe opgravingen meer gestart. In augustus 2021 zijn wel nog de skeletale resten van theaterproducent Marcus Venerius Secundio gevonden in een ruime graftombe.
De geschiedenis van de opgravingen en wat daardoor bekend werd over Pompeï en Herculaneum is beschreven door de Oostenrijks-Italiaanse schrijver Corti Egon Caesar Conte.
In juli 2024 werd - na acht jaar onderzoek - bewijs gevonden dat er na de vulkaanuitbarsting overlevenden waren en waar zij naartoe waren verhuisd.

## Ligging en topografie

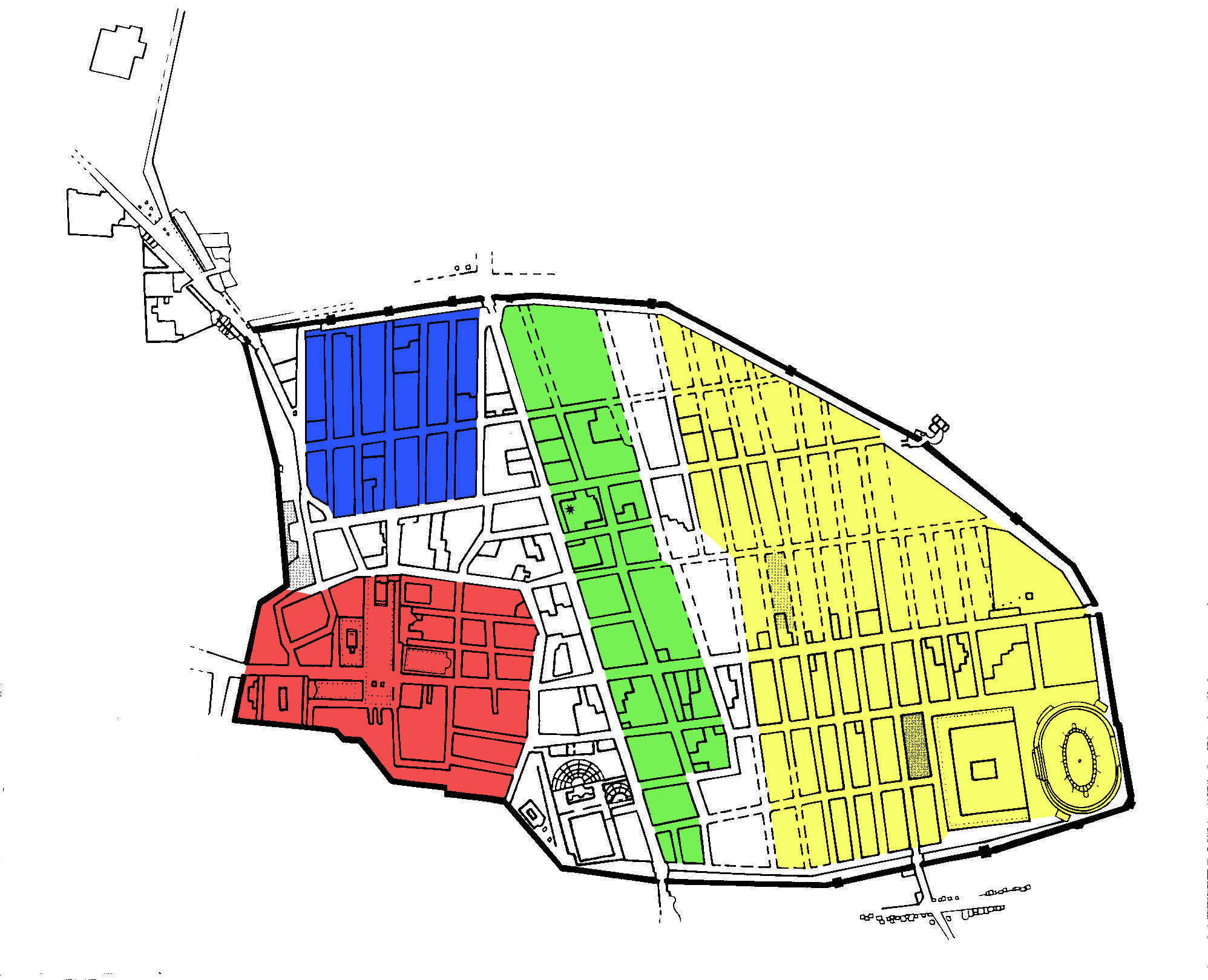
De geschiedenis van de stad aan de hand van de plattegrond.
Het oudste deel: De Samnitische stad, met daarin het forum
De uitbreidingen in de 4e eeuw v.Chr.
Latere uitbreidingen
De laatste uitbreidingen vanaf 89 v.Chr. Het amfitheater ligt in het zuidoosten in het nieuwste deel van de stad.

Pompeï ligt ten zuidoosten van de Vesuvius, ongeveer 10 km van de krater. Het ontstond aan het riviertje de Sarno (Latijn: Sarnus), waarvan de benedenloop in de oudheid bevaarbaar was. Het lag ongeveer 500 m van zee en had een haven (die nog niet precies gelokaliseerd is); na de uitbarsting van de Vesuvius is het 2 km van zee komen te liggen.
Het zuidwestelijke deel rondom het Forum en het Foro Triangolare vormt het oudste deel van de stad. In de Samnitische tijd is de stad uitgebreid volgens een rechthoekig stratenpatroon, al werd de 3 km lange stadsmuur al gebouwd in de 6e eeuw v.Chr. De muur had acht poorten. Van twee ervan is de antieke naam bekend: de Porta Salina (nu Porta di Ercolano) en de Porta Urbulana (nu Porta di Sarno). De hoofdstraat (decumanus maximus), die van oost naar west loopt, wordt met de Italiaanse naam Via dell’Abbondanza (Straat van de overvloed) aangeduid, naar de afbeelding van de godin Fortuna met een hoorn des overvloeds op een fontein. De archeologen hebben Pompeï ingedeeld in negen regio’s (aangeduid met de Romeinse cijfers I-IX), die weer zijn opgedeeld in insulae (genummerd in Arabische cijfers), dat wil zeggen door straten omgeven huizenblokken. Het woord insula wordt in Pompeï dus niet – zoals gewoonlijk – gebruikt voor een flatgebouw met huurkamers.
In de Romeinse tijd kwamen er ook villa’s buiten de stadsmuren, zoals de Villa dei Misteri. Er is ook een naam bekend van een wijk buiten de muren, de Pagus Augustus Felix Suburbanus. Mogelijk was ook Oplontis een buiten de muren gelegen villagebied van Pompeï. Van Cicero weten we dat hij een stuk grond bezat bij Pompeï (Plutarchus, Leven van Cicero 8).

## Huizen

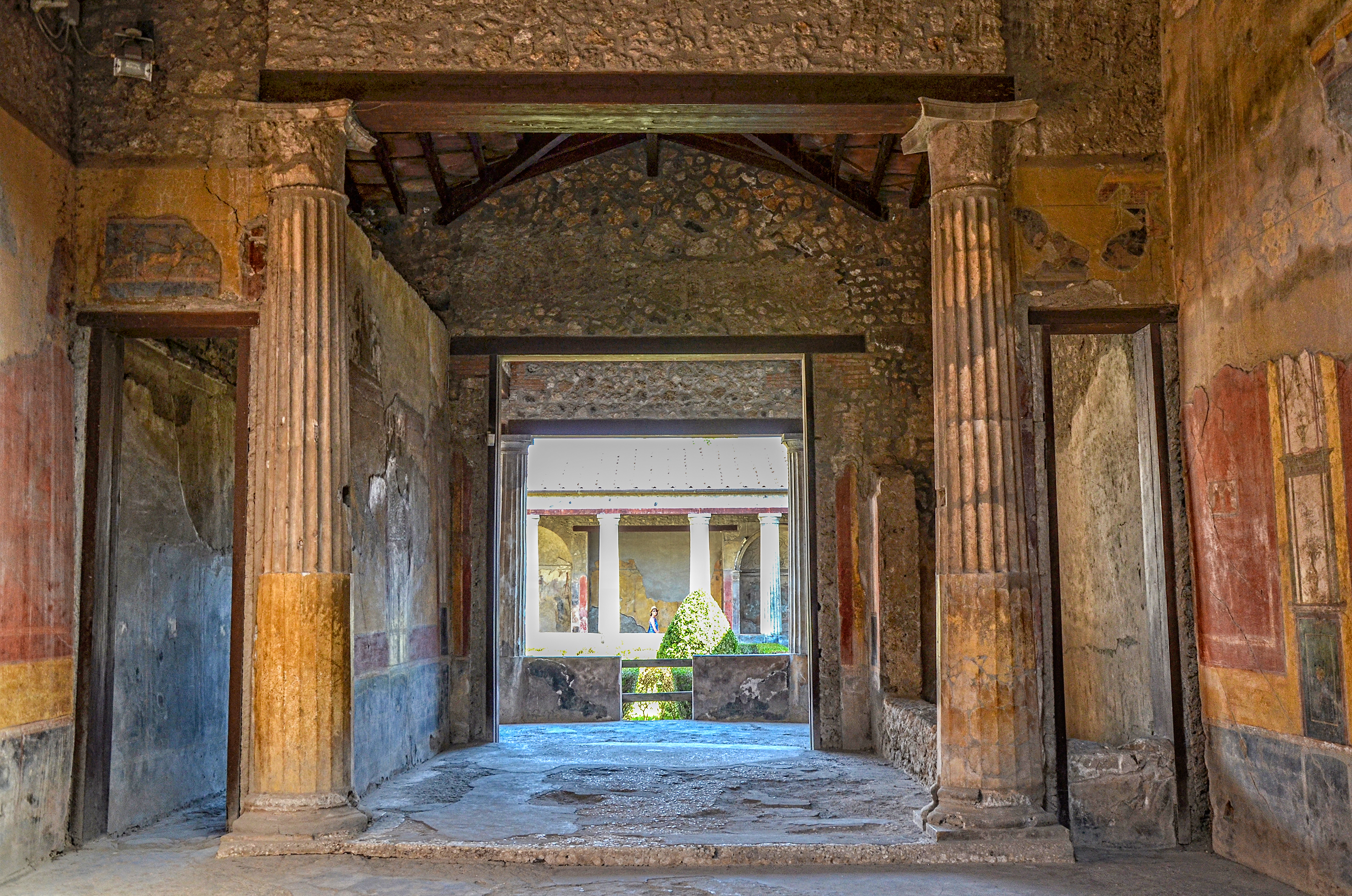
Tablinum met daarachter de peristiliumtuin van het Casa del Menandro

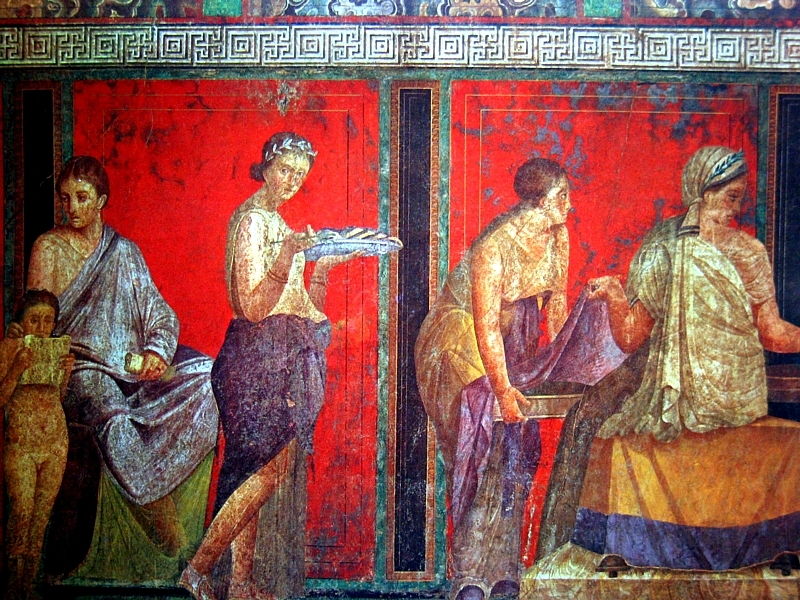
Romeins fresco in Villa dei Misteri

De huizen in Pompeï waren voor het grootste deel typisch Italiaanse atriumhuizen (zie ook: Domus). Het atrium vormde het centrale gedeelte in dit huis. In het verlengde van het atrium lag meestal een binnentuin in de vorm van een peristylium, een onderdeel dat uit de Hellenistische bouwkunst was overgenomen. Rond atrium en peristylium lagen de verschillende woon- en werkvertrekken. De huizen hadden doorgaans ook een bovenverdieping, maar daar is zelden nog iets van bewaard. Veel huizen waren verbonden met een werkplaats. Vaak ook was er een winkel of een bar op de begane grond aan de straatkant. De huizen waren rijk versierd met mozaïeken op de vloeren en fresco’s op de muren. De Romeinse muurschilderkunst wordt op grond van de vondsten in Pompeï ingedeeld in vier groepen, de zogenoemde vier Pompeiaanse stijlen (zie: Romeinse schilderkunst). De oudste fresco’s, de eerste Pompeiaanse stijl, dateren van het einde van de Samnitische periode, terwijl de nieuwste, de vierde stijl, kort voor de uitbarsting van de Vesuvius in 79 zijn ontstaan. Van het meubilair in de huizen is zeer weinig bewaard, omdat hout het meest gebruikte materiaal was. Wel zijn bronzen ornamenten van bijvoorbeeld aanligbedden teruggevonden.
Van de vele opgegraven huizen in Pompeï worden er hier enkele besproken. Tot de beroemdste behoort het Huis van de Faun, zo genoemd naar een bronzen beeldje van een dansende faun in het impluvium. Het is het meest luxueuze huis in de stad. Nadat het huis met een tweede peristylium was uitgebreid, vulde het een heel insula en had het een oppervlakte van 3000 vierkante meter. In een vertrek aan het eerste peristylium lag het beroemde Alexandermozaïek (origineel in het Nationaal Archeologisch Museum te Napels, ter plekke ligt sinds 2006 een replica).
Het Huis van de Vettii behoorde aan de rijke handelaren Aulus Vettius Conviva en Aulus Vettius Restitutus. De schildering van Priapus in de vestibule lijkt te verwijzen naar het feit dat ze hun rijkdom te danken hadden aan de opbrengst van het land. Het huis heeft een mooi gerestaureerde peristyliumtuin, die voorzien was van allerlei fonteinen. Veel vertrekken zijn voorzien van beroemde fresco’s met mythologische onderwerpen. Het Huis van Loreius Tiburtinus is een villa binnen de stadsmuren met een opvallend grote tuin. De naam van het huis is afgeleid van de graffiti ten gunste van de politici Loreius en Tiburtinus die op de buitenmuur zijn gevonden. De eigenaar was priester van Isis. Hij had een tuin op twee niveaus met een mooie loggia en een waterkanaal. Daarmee kon op feestdagen ter ere van Isis de overstroming van de Nijl worden nagebootst. Het Casa del Centenario was een luxueus huis met eigen thermen en een nymphaeum. Het had twee atria. Een groot aantal fresco’s was slechts enkele jaren voor de uitbarsting aangebracht.
Net buiten de stadsmuren zijn enkele villa’s teruggevonden, landbouwbedrijven met een luxueus woongedeelte. De beroemdste is de Villa dei Misteri, waarvan de eigenaar van de wijnbouw leefde. Het had onder andere ruimtes met wijnpersen. De villa is genoemd naar het triclinium met beroemde fresco’s waarop te zien is hoe een meisje wordt ingewijd in de mysteriën van Dionysus.

## Openbare gebouwen

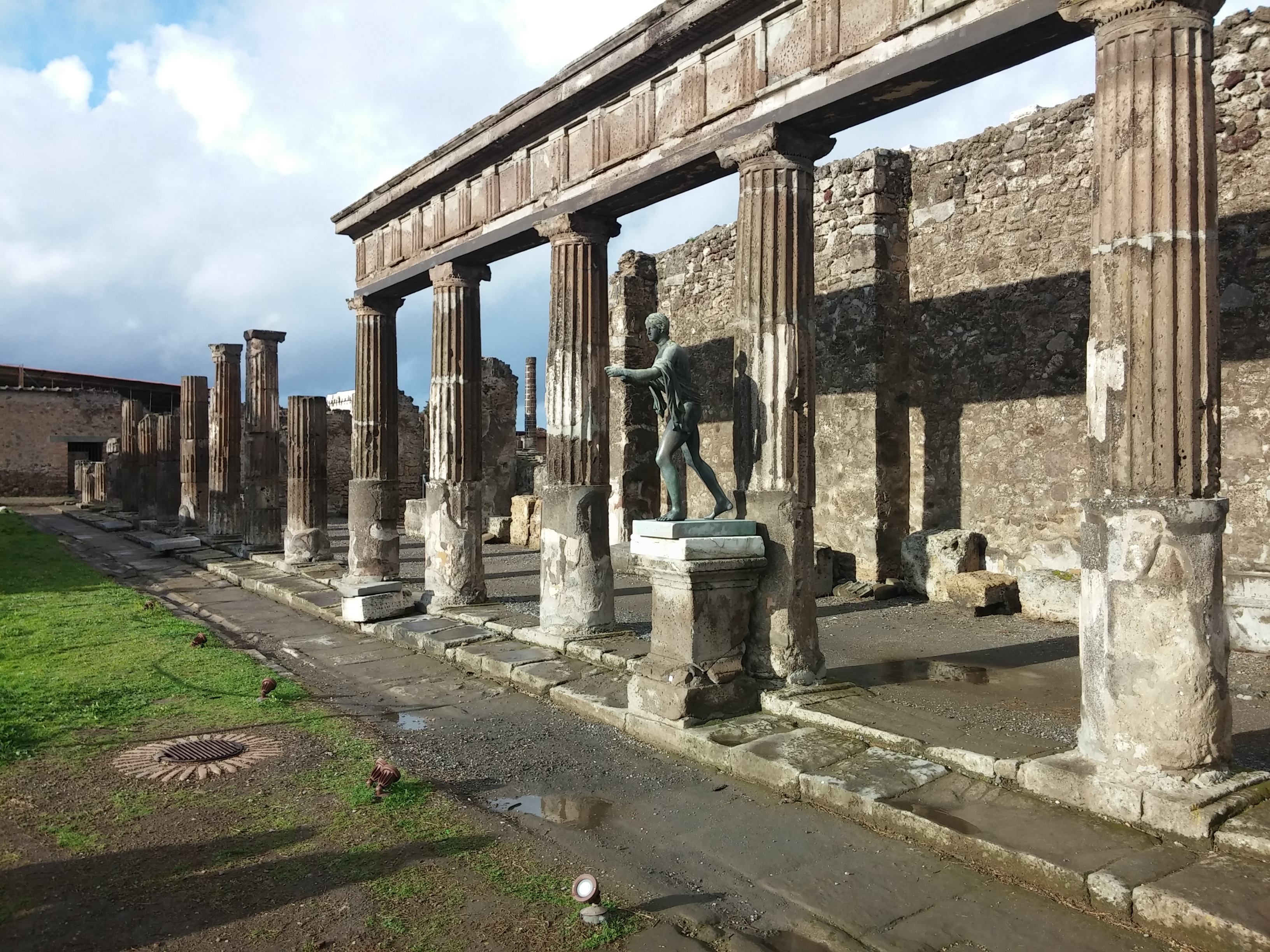
Deel van het complex van de Tempel van Apollo met het bronzen beeld van de god

### Forum
Het forum is een groot, uitzonderlijk lang plein (32 × 142 m) voor handel, bestuur en goden- en keizercultus. Het met grote platen travertijn bedekte plein was omgeven door een wandelgalerij met een colonnade van twee verdiepingen zuilen, de onderste Dorisch en de bovenste Ionisch. Deze is aangelegd in de 2e eeuw v.Chr. uit tufsteen en later voor een deel vervangen door travertijn. De galerij onttrok de gebouwen rondom het plein aan het zicht en daardoor viel het Capitolium, de tempel voor Jupiter, Juno en Minerva, op het middendeel des te meer op. Het hoge podium is bewaard met de onderkanten van de twaalf Korinthische zuilen van de pronaos (het voorportaal), die voor de drievoudige cella stond. De tempel, geflankeerd door twee erebogen, sloot de noordkant van het forum af. Verder bevinden zich op het middengedeelte aan de westkant de resten van de suggestus (het spreekgestoelte) en aan de zuidkant enkele sokkels waarop beelden van vooraanstaande burgers stonden.
Aan de zuidkant liggen drie gebouwtjes naast elkaar die gebruikt werden voor het bestuur van de stad, misschien (van oost naar west) het gebouw van de duumviri, de burgemeesters die zich ook met rechtspraak bezighielden en de schatkist bewaakten, het archief (tabularium) en een raadsgebouw (curia). Aan de oostkant hiervan ligt, aan de overzijde van de weg, het Comitium (gebouw voor verkiezingen). Het had oorspronkelijk vijf ingangen aan de forumkant en vijf uitgangen aan de Via dell’ Abbondanza, zodat de menigte goed kon doorstromen bij verkiezingen. Na de aardbeving van 62/63 waren er nog maar drie toegangen.
In de zuidwesthoek staat de Basilica, de hal voor handel en rechtspraak. Dit gebouw is ontstaan in de 2e eeuw v.Chr. en is daarmee een van de oudste voorbeelden van dit type gebouw. De basilica had in de lengterichting drie schepen, gescheiden door zuilen. De ingang lag aan de korte kant aan het forum. Aan de westkant van het forum ligt, gescheiden door de weg naar de Porta Marina, naast de Basilica de Tempel van Apollo. Deze tempel, waarvan de oorsprong teruggaat tot de 6e eeuw v.Chr., ligt met zijn zijkant aan het forum. De tempel zelf staat op een hoog podium met een altaar ervoor, in een tempeldomein dat is omgeven door 48 zuilen. Rechts tussen de zuilen staat een bronzen beeld van Apollo (origineel in het Nationaal Archeologisch Museum te Napels) en links een (deel van een) bronzen beeld van zijn zuster Diana. Ook staat er een Ionische zuil met een marmeren zonnewijzer voor de tempel.

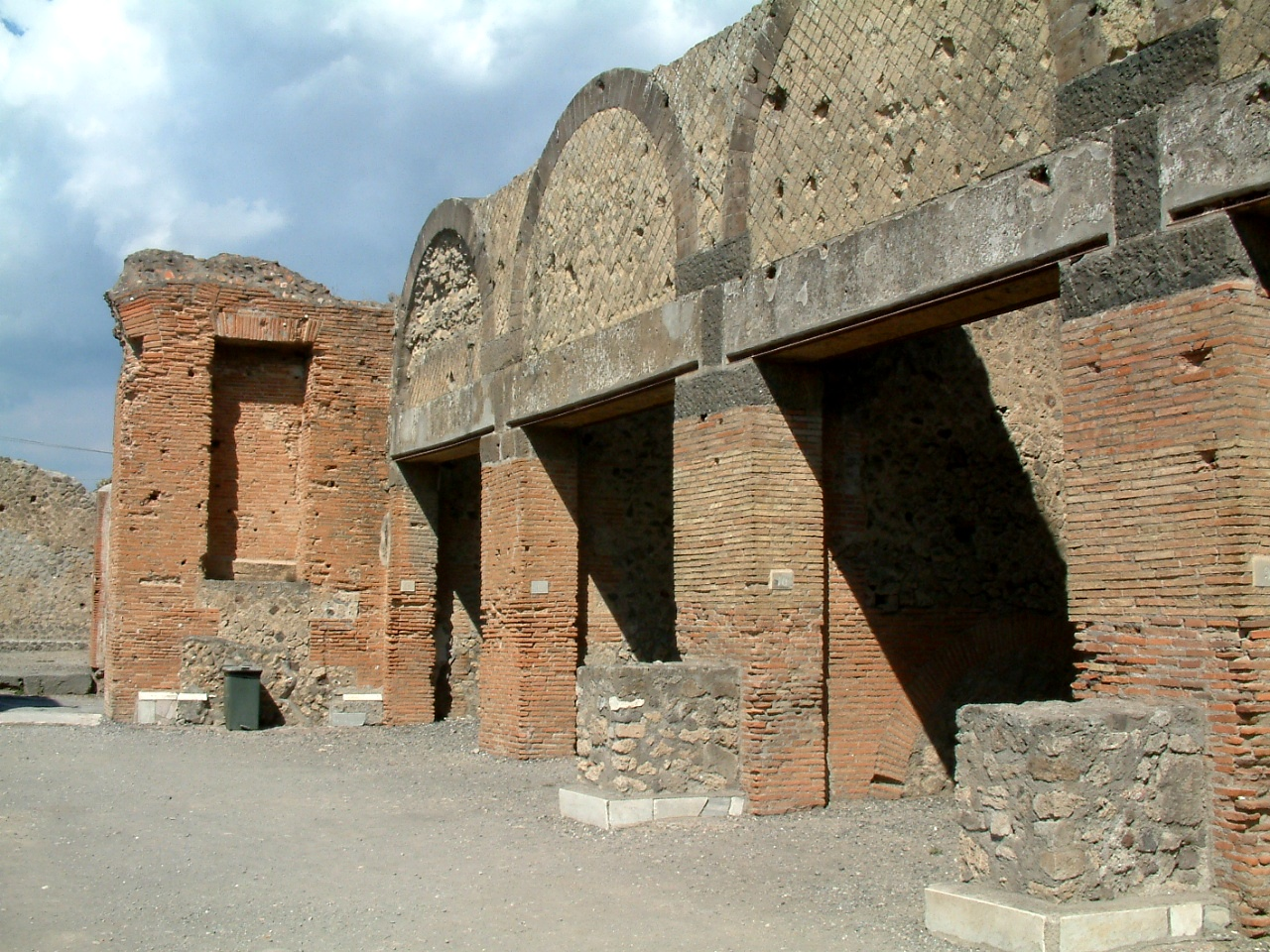
Winkeltjes (tabernae) in het Macellum

Tegen de ommuring van de Apollotempel aan het forum staat de Mensa Ponderaria, de officiële tafel voor de controle van maten en gewichten. Deze waren eerst geijkt naar het plaatselijke Oskische systeem, maar later gestandaardiseerd naar het Augusteïsche systeem, zoals de inscriptie aan de voorzijde vermeldt (ca. 20 v.Chr.). Na de muur van de Apollotempel volgt het Forum Holitorium, de groentemarkt (soms ook wel horreum, graanpakhuis, genoemd), dat nu in gebruik is als opslagplaats voor losse vondsten uit Pompeï. Aan de westkant liggen ten slotte een openbare latrine en het aerarium (de staatskas).
Aan de oostkant ligt rechts het Gebouw van Eumachia. Het was geschonken door Eumachia, een priesteres van Venus, zoals twee inscripties vermelden. Door een fraai met versierd marmer omlijste ingang komt men in een binnenhof. In de apsis stond een standbeeld van Concordia Augusta (dat is Livia, de vrouw van keizer Augustus), aan wie het gebouw gewijd was. Achterin staat ook een standbeeld van Eumachia (origineel in het museum te Napels), geschonken door het gilde van de vollers (fullones). Daardoor heeft men ten onrechte gedacht dat het gebouw een wol- of stoffenmarkt was. De functie is niet goed bekend; het was misschien een slavenmarkt of een opslagplaats of een ruimte voor feesten ter ere van Concordia. Naast het Gebouw van Eumachia ligt de zogenoemde Tempel van Vespasianus, een heiligdom dat in oorsprong al uit de tijd van Augustus stamt en aan de keizercultus was gewijd. Voor de resten van het tempelgebouw staat een mooi marmeren altaar met een reliëf van een offerscène. Daarnaast het Heiligdom van de Lares, een met bontgekleurde marmerplaten bedekte ruimte voor de Laren, de beschermgoden van de stad. Het laatste gebouw aan de oostkant is het Macellum, een overdekte markt. Het was vooral een vlees- en vismarkt, maar in de winkeltjes (tabernae) aan de oost- en noordkant zijn ook sporen van graan en fruit gevonden. De winkeltjes liggen rondom een hof. In het midden daarvan staan op een polygonaal pleintje twaalf sokkels waarin houten palen werden gestoken die een kegelvormig dak droegen, waaronder vis werd verkocht.

### Amfitheater

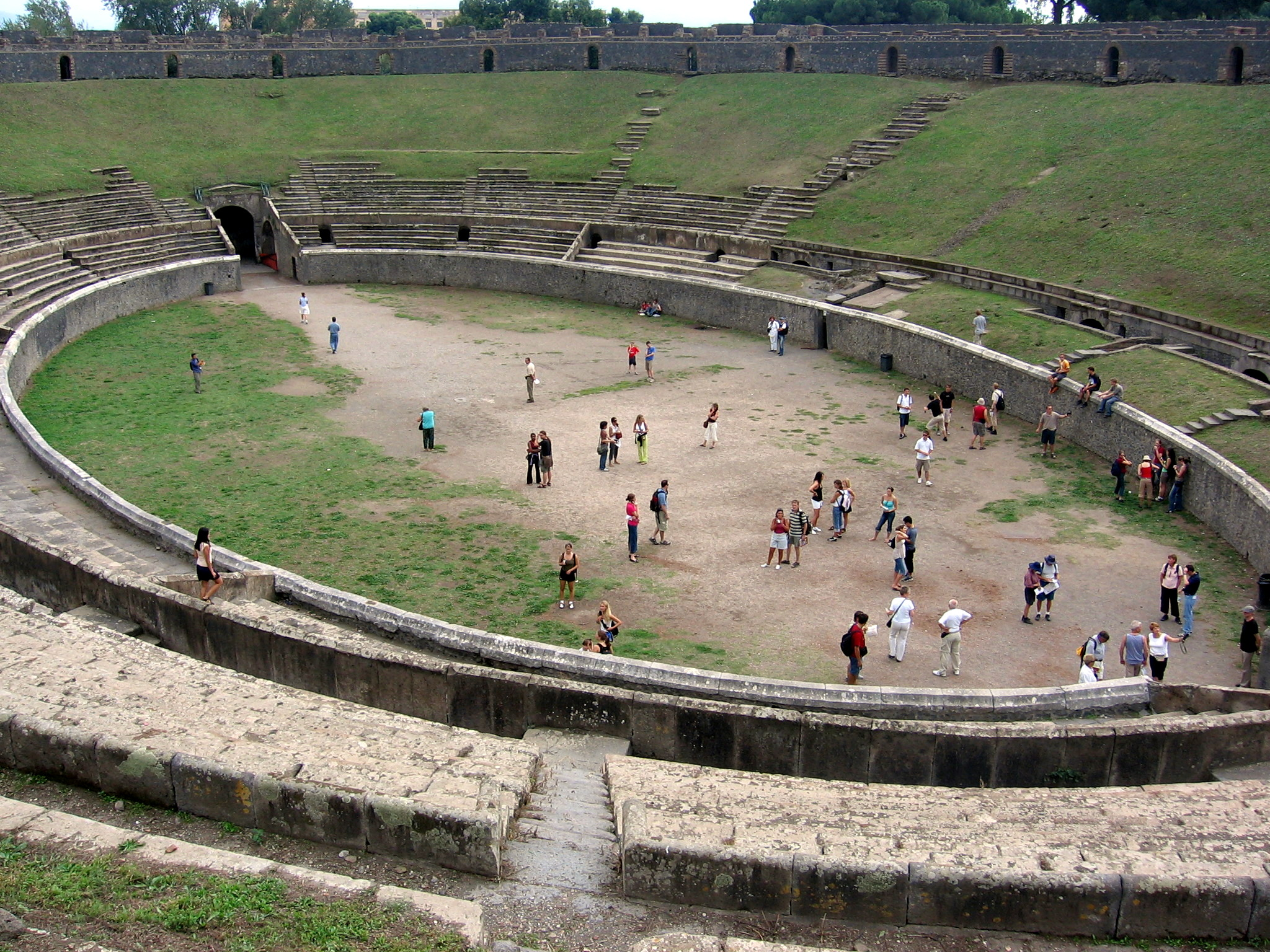
Amfitheater

In de uiterste zuidoosthoek, bijna tegen de stadsmuur, ligt het amfitheater, dat werd gebruikt voor gladiatorengevechten en gevechten met wilde dieren. Voor zover bekend is dit het oudste stenen amfitheater uit de Romeinse oudheid. Volgens een bouwinscriptie werd het door de twee hoogste magistraten van de stad, Gaius Quinctius Valgus en Marcus Porcius, op eigen kosten gebouwd en kort na 70 v.Chr. in een plechtige inwijdingsceremonie aan de stad aangeboden. Het is niet zoals de meeste amfitheaters met boogconstructies en beton op de grond gebouwd, maar er werd een kuil gegraven, waarin de arena kwam te liggen. De vrijgekomen grond werd eromheen geplaatst als een aarden wal, die door een steunmuur is omgeven, en waarop stenen zitplaatsen werden aangelegd. De armere toeschouwers moesten aan de buitenkant via trappen die tegen de steunmuur gebouwd waren, naar boven en vervolgens via een omleiding boven op de muur langs trappen naar hun (nu verdwenen) houten plaatsen. Voor de rijkeren waren er aparte ingangen, waardoor zij via gangen naar hun vooraan gelegen, stenen zitplaatsen gingen. Het amfitheater meet 135 × 104 m, en de arena 66 × 34 m. Op een fresco dat de rellen laat zien in jaar 59 n.Chr. (zie boven bij ‘Geschiedenis’) en dat zich in het Nationaal Archeologisch Museum te Napels bevindt, is te zien dat een velarium (zonnescherm) is gespannen over een deel van de tribunes, kennelijk tussen twee torens van de stadsmuur die direct achter het amfitheater stonden.

### Theater
Het theater, bedoeld voor toneelvoorstellingen en ook wel voor politieke bijeenkomsten, is in de 2e eeuw v.Chr. op de Griekse manier in een natuurlijke uitholling van de heuvel van het Foro Triangolare aangelegd. Dit theater heeft een geheel ronde orchestra waaromheen in een hoefijzervorm de cavea met 28 rijen zitplaatsen liggen, verdeeld in drie ringen: onderaan de ima cavea met vier brede rijen voor vooraanstaande personen, dan de media cavea met 20 rijen, vervolgens een loopgang en bovenaan de summa cavea met vier rijen. In totaal was er ruimte voor ca. 5000 personen. Achter de scaena (het podium) rees een versierde achterwand (scaenae frons) op, die ooit drie verdiepingen hoog was. Hierachter ligt een grote quadriporticus, die oorspronkelijk diende als een foyer voor de toeschouwers. In de zuilengangen waren winkeltjes waar de toeschouwers tijdens de pauzes versnaperingen konden kopen. Deze porticus werd echter na 62/63 n.Chr. in gebruik genomen als onderkomen voor gladiatoren.

### Odeion
Vlak naast het theater bevindt zich het goed bewaarde Odeion. Dit kleine theater diende voor muziek- en zangvoorstellingen. Het was overdekt (men sprak daarom ook wel van theatrum tectum) voor een goede akoestiek. Het stamt uit de tijd van Sulla (ca. 80 v.Chr.) en had ruim 1000 zitplaatsen.

### Badhuizen

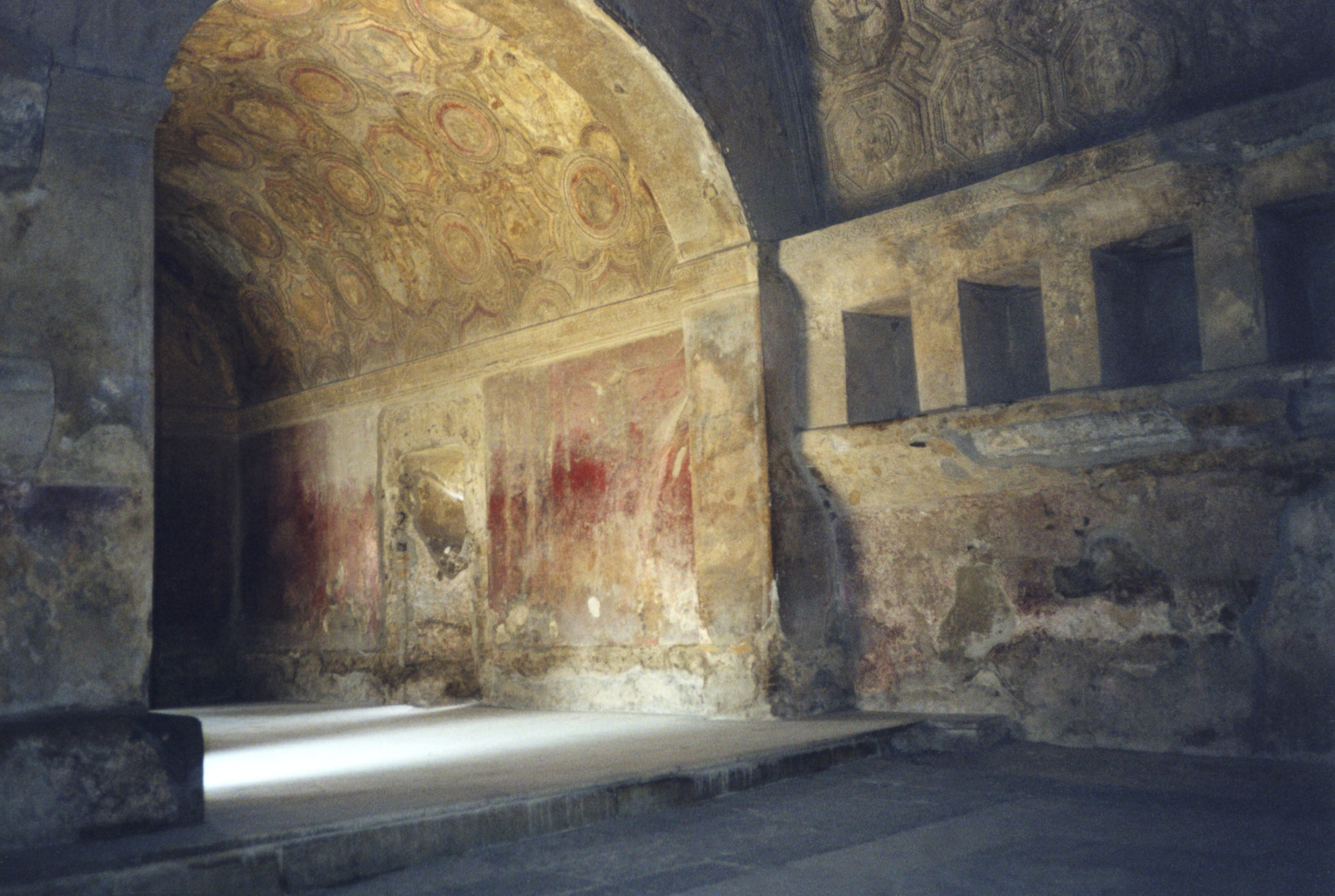
Het apodyterium (kleedruimte) in de Stabiaanse thermen met kledingnissen

Binnen de stadsmuren van Pompeï lagen drie openbare badhuizen (thermen). Het oudst zijn de Stabiaanse Thermen, zo genoemd omdat dit badhuis vlak bij de Stabiaanse poort ligt. Het badhuis had aparte afdelingen voor mannen en vrouwen. Het kleinere vrouwengedeelte – met frigidarium, tepidarium en caldarium – had zijn ingang aan de zijkant. De palaistra, die ook een openluchtzwembad (natatio) heeft, hoorde bij het mannengedeelte. Daarvandaan is er een toegang naar het zeer goed bewaarde apodyterium (kleedruimte) met nissen voor de kleding. Daarvandaan kwam men in het tepidarium en caldarium en in het ronde laconicum (droge zweetruimte). Achter de palaestra bevinden zich een latrine en vier peeskamertjes.
De Forumthermen hadden eveneens aparte afdelingen voor mannen en vrouwen. Het vrouwendeel was kleiner en is later ingebouwd. Van het mannendeel zijn een mooi apodyterium bewaard, dat kledingnissen heeft, versierd met atlanten, en een caldarium waarin een marmeren waterbekken (labrum) staat met in bronzen letters op de rand de namen van de magistraten die het hebben laten maken met publiek geld (5240 sestertiën). De relatief kleine palaistra is momenteel in gebruik als restaurant.
De Centrale Thermen vormen een groot badcomplex, dat een heel insula in beslag neemt. Men is ergens na de aardbeving van 62/63 n.Chr. met de bouw begonnen, kennelijk om te voorzien in de behoefte aan een groot, modern badgebouw, maar het is nooit in gebruik genomen. Het complex is omgeven door een muur waarvoor gebruik is gemaakt van materiaal van kapotte gebouwen.
Buiten de stadsmuren, bij de Porta Marina, lag een thermencomplex dat bekendstaat als de Suburbane Thermen. Het was waarschijnlijk een modern complex met als bijzonderheid grote ramen die uitzicht op zee boden. In de kleedruimte bevinden zich erotische fresco's. Niet ver daarvandaan lagen nog de particuliere 'Sarnothermen'.

### Tempels

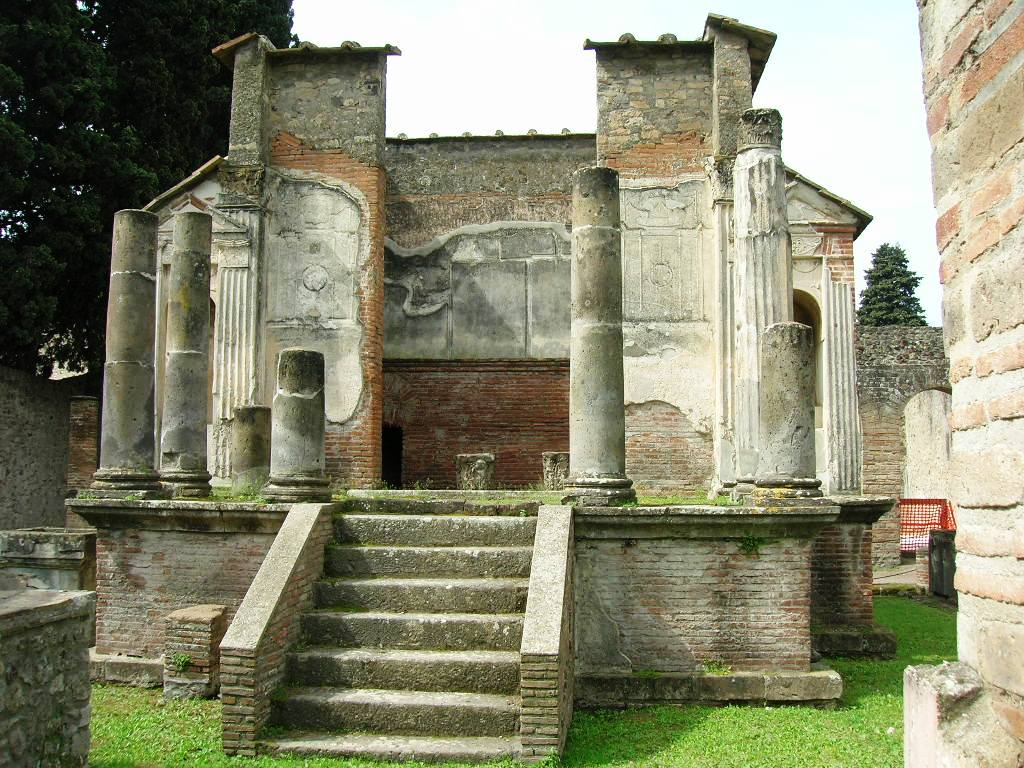
De tempel van Isis

Naast de tempels aan het Forum (zie boven) waren er nabij het centrum van Pompeï nog enkele tempels. Een hooggelegen driehoekig terrein aan de rand van het oude stadsgedeelte, tegenwoordig Foro Triangolare (driehoekig forum) genoemd, was een cultusterrein. Er had een tempel gestaan die samen met de Apollotempel de oudste tempel van de stad was geweest. Het was een Dorische tempel van 7 × 11 zuilen. Er was al in de Romeinse tijd weinig meer van over, maar op grond van de bewaard gebleven kapitelen kan de tempel in de 6e eeuw v.Chr. gedateerd worden. In de 2e eeuw v.Chr. werd het terrein omgeven door een zuilengalerij van 95 Dorische zuilen. Alleen de zuidwestkant bleef open, zodat de tempel vanaf zee goed zichtbaar was. Voor de tempel staan de resten van drie altaren van tufsteen.
Vlak naast de toegang tot het Foro Triangolare ligt de Tempel van Isis. Deze ontstond aan het begin van de 1e eeuw v.Chr. Na de aardbeving van 62/63 n.Chr. werd hij herbouwd op kosten van Numerius Popidius Celsinus, de zoon van een vrijgelaten slaaf. De tempel ligt in een door hoge muren omgeven domein, opdat het binnenste van de tempel niet vanaf de straat gezien kon worden. De Isistempel is de best bewaarde tempel van Pompeï. Na de opgraving in de 19e eeuw werden de beelden, fresco’s en cultusvoorwerpen uit de tempel overgebracht naar het Nationaal Archeologisch Museum te Napels. In een hoek van het domein is een kleine tempel waar Nijlwater werd bewaard, dat voor cultusdoeleinden diende.
Goed zichtbaar vanaf zee was de Tempel van Venus; deze lag aan de rand van de stad tussen de basilica en de Porta Marina. Venus was de beschermgod van Sulla, die Pompeï tot Romeinse colonia maakte, maar werd ook al voordien in Pompeï vereerd als Venus Fisica. De tempel is bij de aardbeving in 62/63 n.Chr. in een ruïne veranderd en was in 79 n.Chr. nog niet opgebouwd, waardoor er vrijwel niets van over is.
Tegenover de Forumthermen ligt aan een kruispunt de Tempel van Fortuna Augusta. Deze werd gebouwd in 3 n.Chr. door de politicus Marcus Tullius en was gewijd aan de keizercultus. Na de aardbeving van 62/63 n.Chr. werd hij niet weer opgebouwd. Maar er is nog steeds een podium met een trap te zien en een groot deel van de cella. Daarvoor stond een pronaos, waarvan nog een aantal Korinthische kapitelen is bewaard.

### Begraafplaatsen
Het was verboden om doden in de stad te begraven, dus waren er 2 begraafplaatsen die belangrijk waren buiten de stad. De begraafplaats bij de Herculaneumpoort en de begraafplaats bij de Nocerapoort. Deze begraafplaatsen bevatten veel graftombes en monumenten. 
Er waren ook nog een paar andere, kleinere begraafplaatsen zoals: De Vesuviuspoort, de Nolapoort en de Stabiaepoort. 

## Handel en nijverheid

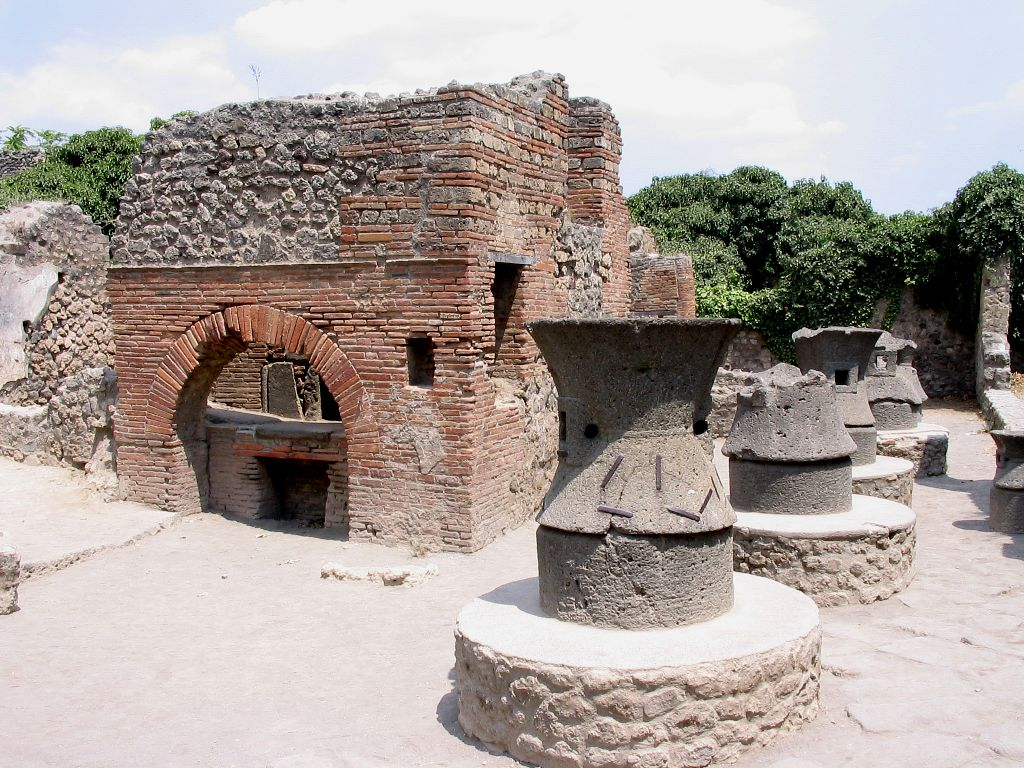
Bakkerij met oven en maalstenen

Literaire bronnen noemen de productie van wijn, olijfolie, vissaus en puimsteen in Pompeï. De vruchtbare grond bij de Vesuvius leende zich goed voor landbouw. Vooral de wijnbouw en de olieproductie waren bedoeld voor de export. Graan werd voor de eigen behoefte verbouwd. Villa’s buiten de stadsmuren hadden vaak een wijnpers en een wijnkelder. In de buurt van het amfitheater was zelfs een wijngaard binnen de stadsmuren.
Een ander exportproduct vormde garum (of liquamen), de door de Romeinen veel gebruikte vissaus. Waarschijnlijk werd de garum gemaakt in fabrieken die wegens de penetrante geur buiten de stad lagen, waarschijnlijk bij de kust. Ook werd niet-afgewerkte garum aangevoerd uit Spanje om in Pompeï zijn eindbewerking te krijgen met zout, dat in de buurt werd gewonnen. Het Pompeiaanse garum was in de hele Romeinse wereld bekend. In de stad is een garum-winkel teruggevonden die toebehoorde aan Aulus Umbricius Scaurus.
De textielnijverheid was in Pompeï een vrij grote bedrijfstak. De bewerking van ruwe wollen stoffen door vollers (fullones) was een specialisme. Daarbij werden ruwe wollen stoffen gebruiksklaar gemaakt door ze te wassen in urine en ze te ontvetten met vollersaarde. De benodigde urine werd gewonnen in kruiken die her en der in de stad waren opgehangen. Er zijn acht kleinere en drie grote vollerijen (fullonicae) teruggevonden, die grote stenen bakken hebben voor de diverse bewerkingen van de stoffen. Na bewerking in de vollerij was de stof geschikt om er tunica’s, toga’s en andere kledingstukken van te maken.
De exportproducten werden via de aan de Sarno gelegen haven vervoerd. Daar werden ook overzeese producten aangevoerd, die niet alleen voor Pompeï dienden, maar – zo meldt de schrijver Strabo – ook voor Nola, Nuceria en Acerrae. Om deze handel financieel mogelijk te maken waren er handelsbanken. In het Huis van Lucius Caecilius Iucundus werd een houten kist met meer dan 100 wastabletten teruggevonden, die het archief van zijn handelsbank bevatten.

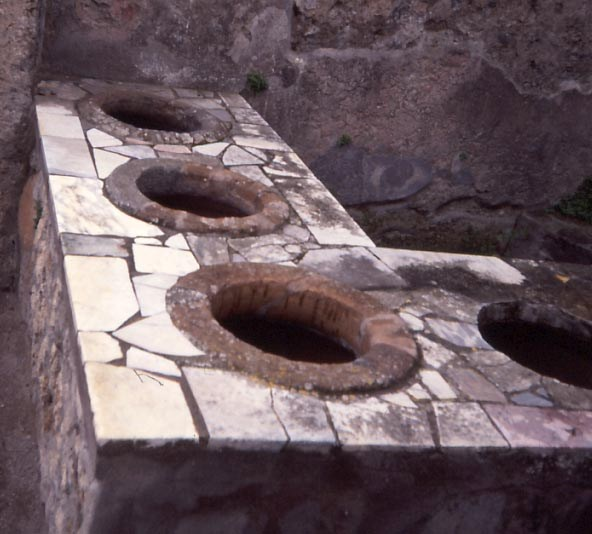
De toonbank van een thermopolium

In de stad bevonden zich vele bakkerijen, die makkelijk te herkennen zijn aan de aanwezigheid van cilindervormige maalstenen en stenen bakovens. Huizen van diverse gespecialiseerde beroepsbeoefenaars zijn teruggevonden. Er was bijvoorbeeld een ijzerhandelaar, in wiens winkel vele ijzeren werktuigen zijn teruggevonden. In het Huis van de Chirurg is een verzameling metalen medische instrumenten teruggevonden. Tegenover de Stabiaanse thermen waren barbiers (tonsores) gevestigd. De winkels (tabernae) waren gevestigd in het aan de straatkant gelegen deel van de huizen en werkplaatsen.
Aan de straten lag ook een groot aantal cafetaria’s. Deze worden meestal aangeduid met het uit Grieks afkomstige woord thermopolium, omdat men er warme dranken verkocht. Deze werden verwarmd door een warm-waterreservoir in een hoek. De thermopolia, waarvan er al meer dan 150 zijn teruggevonden, zijn makkelijk ter herkennen aan een L-vormige, met marmer ingelegde toonbank waarin zich aardewerken potten bevinden. Deze werden waarschijnlijk voor droge etenswaren als droge vruchten, linzen en bonen gebruikt. Kruiken met wijn stonden op de grond of hingen in rekken aan de muur. Voor een deel waren dit in feite kruidenierswinkels, maar vaak ook konden klanten staande aan de straat iets eten of drinken, soms ook binnen zitten. Men spreekt dan ook wel van een popina (kroeg) of een caupona (herberg).

## Erotiek

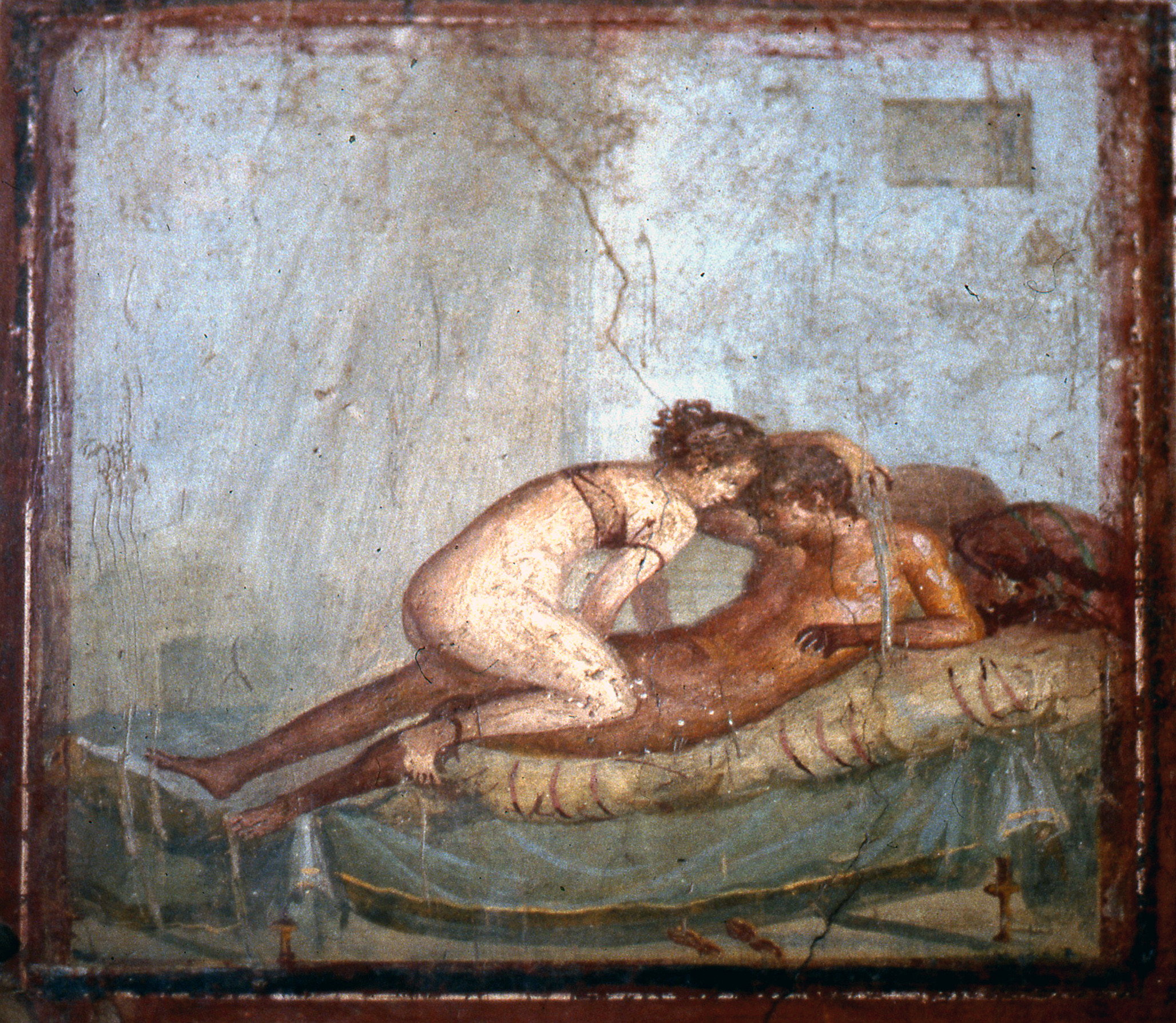
Erotische fresco in het Casa del Centenario

Tijdens de opgravingen stuitte men op veel, vaak expliciete, erotische kunst. In de villa’s vond men pornografische muurschilderingen en zelfs in de gevels van verschillende huizen waren fallussymbolen verwerkt, waarschijnlijk als vruchtbaarheidssymbool. Deze ontdekkingen verstoorden het verheven en kuise beeld dat men in de negentiende eeuw had over de Romeinen. Wat betreft de seksualiteit bij de oude Romeinen veronderstelde men voordien dat het er Victoriaans aan toe was gegaan.
In veel kroegen waren bordelen gehuisvest. Er wordt wel beweerd dat dit er 35 waren, op grond van de vondsten van bedden en graffiti maar dit aantal lijkt onwaarschijnlijk. Er was slechts één bordeel dat niet aan een kroeg was verbonden: het Lupanar. Het had twee verdiepingen, waarbij de functie van de bovenverdieping niet geheel duidelijk is. Op de benedenverdieping zijn boven de deuren naar de kamertjes fresco’s met verschillende seksuele posities aangebracht.
In veel huizen werden erotische, soms expliciete fresco's gevonden. Het Casa del Centenario, een van de uitgegraven villa's bevatte niet alleen erotische kunst maar een deel van het huis leek ingedeeld als een soort privé-seksclub waarbij de grootste slaapkamer was uitgerust met een kijkgat zodat anderen konden toekijken. In meer huizen werden Veneria gevonden. Dit waren aparte kamers die wat geïsoleerd gepositioneerd waren en waarschijnlijk speciaal voor seks waren ingericht en met erotische fresco’s waren versierd.
Om dit alles aan het publiek te tonen lag te gevoelig in de negentiende eeuw en daarom werden maatregelen genomen. Kamers met expliciete muurschilderingen werden voor het publiek gesloten of alleen getoond aan mannen boven een bepaalde leeftijd. Pornografische beelden werden opgeborgen in een speciale ruimte in het Museo Archeologico Nazionale di Napoli, het Gabinetto Segreto. Ook deze ruimte zou verschillende malen gesloten worden en werd zelfs een tijd dichtgemetseld.

## Infrastructuur

### Straten

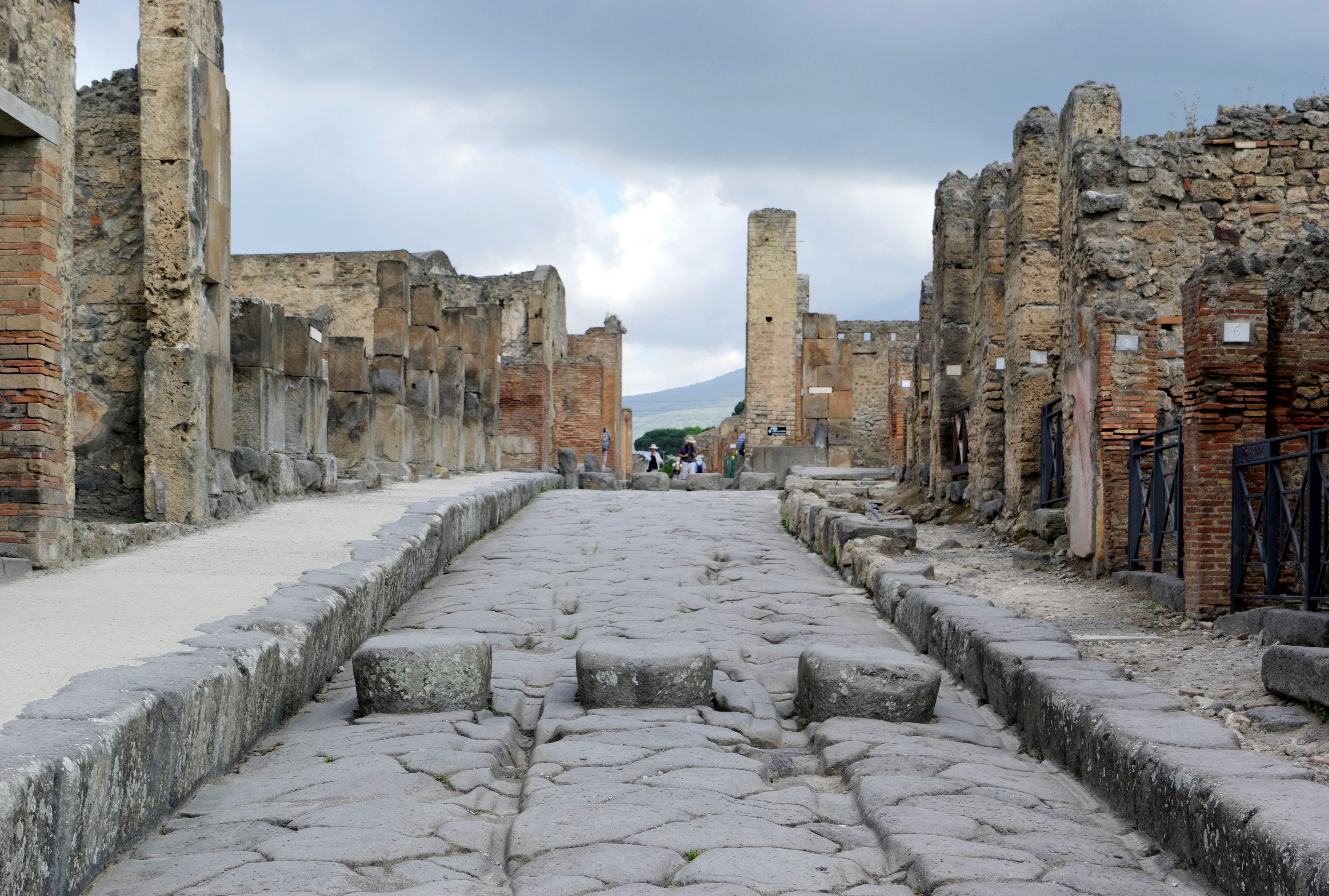
Kruispunt met stapstenen. Rechts (groene hek) is de ingang te zien van het Schola Armaturarum Iuventutis Pompeianae, dat in 2010 instortte.

In het oude westelijke stadsgedeelte liggen enkele kronkelige straten. Maar de rest van de Pompeiaanse straten is in de Samnitische tijd aangelegd volgens het Grieks-Hellenistische schaakbordpatroon. De stad wordt doorsneden door twee brede straten die van west naar oost lopen (decumani), de Via di Nola en de Via dell’ Abbondanza. De belangrijkste dwarsstraat van noord naar zuid (cardo) was de Via Stabiana. De straten zijn meestal tussen de 2,4 en 4,5 m breed en geplaveid met grote polygonale blokken basalt. In de straten lopen sporen van de wagens, die er voor een deel ingesleten zijn, maar er in smalle straten ook van tevoren in werden aangebracht. De meeste straten hebben trottoirs die zo’n 30 cm hoog zijn. In de stoepranden zijn soms gaten geboord waaraan paarden of muilezels konden worden vastgemaakt. Om de straten over te kunnen steken zijn er op veel plaatsen stapstenen. De wagens pasten hier precies tussendoor, omdat ze alle dezelfde asbreedte hadden. In de meeste straten konden wagens elkaar niet passeren en was er eenrichtingsverkeer. Op de kruispunten waren er kapelletjes voor de Lares compitales, die de buurt beschermden.

### Watervoorziening
In de tijd van Sulla (ca. 80 v.Chr.) werd een aquaduct aangelegd dat zijn oorsprong had in de buurt van Avella. In de tijd van Augustus, waarschijnlijk tussen 30 en 20 v.Chr., werd Pompeï echter op een nieuw aquaduct aangesloten, de Aqua Augusta (of Serino Aquaduct), dat vanaf het huidige Serino over 96 km naar het eindpunt in Misenum liep. Het had een aparte aftakking naar Pompeï. In Pompeï kwam het water op het hoogste punt aan de noordkant de stad in. Daar lag het Castellum aquae (Waterkasteel), waar volgens berekeningen van deskundigen 42 liter water per seconde naar binnen stroomde. Het is een kubusvormig bakstenen gebouw, dat diende als watertoren. Vanuit het Castellum aquae werd het water via drie uitgangen, die met een schuivensysteem gecontroleerd werden, verdeeld en via loden pijpen onder het plaveisel naar de badhuizen, fonteinen en de huizen van de rijken geleid. Langs de straten stonden meer dan tien watertorens van bijna 6 m hoog, die de functie hadden de druk van het water te vergroten. De meeste burgers moesten hun drinkwater met amforen halen bij een van de ca. 40 fonteinen in de stad.

## Necropolen
In de Romeinse tijd werden direct buiten de stad langs de uitvalswegen begraafplaatsen, doorgaans necropolen genoemd, aangelegd. De graven zijn familiegraven en hadden vaak de vorm van huisjes of tempels. Ze waren goed zichtbaar om de doden niet te vergeten en dienden ook als een soort uithangbord van de familie. Hoewel ook bij andere poorten, met name bij de Porta di Nocera, graven lagen, is de necropolis van de Via delle Tombe (of Via dei Sepolcri), aan weerszijden van de weg naar de Villa dei Misteri, het bekendst. De graven zijn een afschaduwing van de economische, politieke en sociale positie van de doden en hun families. De plaatsen het dichtst bij de stadspoort gaven het meeste prestige. Deze graven hebben ook halfronde exedra’s met zitbanken voor de begrafenismaaltijden. Deze werden gehouden op de dag van de begrafenis en na 9 dagen aan het eind van de formele rouwperiode, en ook op de Parentalia, de jaarlijkse herdenking van overleden familieleden. De inscripties vermelden de ereambten die de doden hadden vervuld.

## Pompeï als inspiratiebron

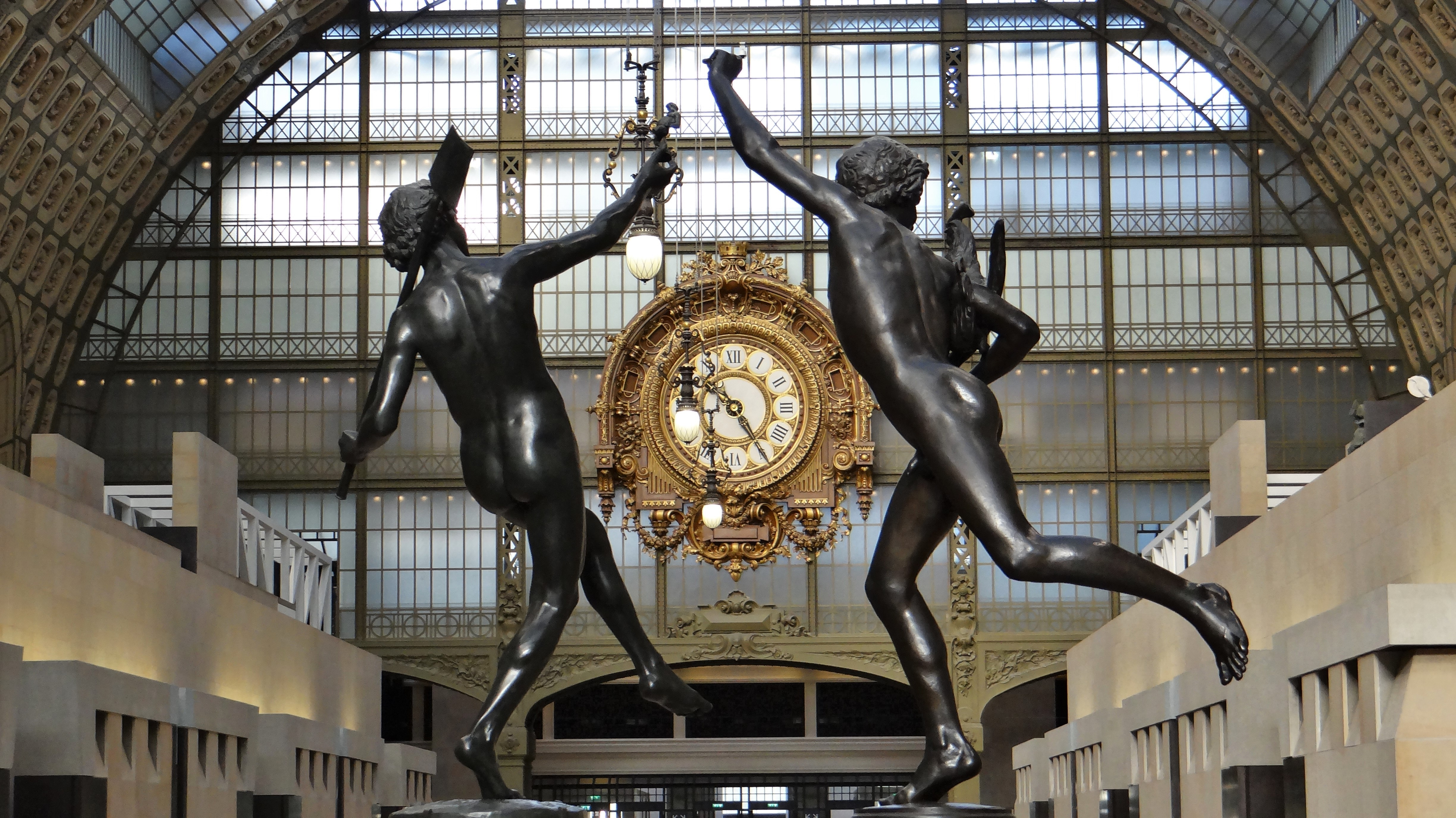
Twee bronzen beelden in het Musée d'Orsay in Parijs. Het linker beeld Trouvaille à Pompéi is geïnspireerd op een beeld gevonden in Pompeï.

### Film
- Gli ultimi giorni di Pompei
Verfilming van de roman van Bulwer-Lytton uit 1959 door Mario Bonnard en Sergio Leone, met onder anderen Steve Reeves, Christine Kaufmann en Fernando Rey. Aan deze Italiaanse productie waren al de nodige andere verfilmingen van de roman voorafgegaan.
- Pink Floyd: Live at Pompeii
Filmregistratie van regisseur Adrian Maben uit 1972 van zes nummers van rockgroep Pink Floyd in het verder lege amfitheater van Pompeï. Tussendoor zijn er shots van de opgravingen en van de Vesuvius. In 2003 werd een uitgebreidere ‘director’s cut’ uitgebracht.
- The Last Days of Pompeii
ABC-TV miniserie uit 1984 die als de meest getrouwe verfilming van de roman van Bulwer-Lytton geldt. Regie: Peter R. Hunt, met onder anderen Duncan Regehr, Nicholas Clay, Olivia Hussey, Franco Nero en Linda Purl.
- Pompeii. The Last Day
Docudrama van de BBC uit 2004, waarin inwoners gevolgd worden die ofwel besluiten te vluchten ofwel besluiten in hun huis te schuilen.
- Pompei, ieri, oggi, domani (in het Engels vertaald als: Pompei. From the Ashes a Hero Will Rise)
Italiaanse miniserie uit 2007 van regisseur Paolo Poeti. De Thraciër Darius wordt door de koopman Alpius Flaccus gekocht voor z'n gladiatorenschool in Pompeï. In het huis van Alpius leert Darius de slavin Helena kennen. Terwijl hun liefde groeit, is er buiten een ondraaglijke hitte en nemen de onverklaarbare aardbevingen toe.
- Pompeii
 Een Amerikaanse historisch-romantische avonturenfilm uit 2014 in 3D, geregisseerd door Paul Anderson. De film is gebaseerd op de vulkaanuitbarsting van de Vesuvius bij de Romeinse stad Pompeï in 79 na Christus.

### Architectuur
- Pompejanum: Pompejaans huis, in opdracht van koning Ludwig I in 1840-48 door Friedrich von Gärtner naar het voorbeeld van het Huis van Castor en Pollux opgericht aan de Main in het Duitse Aschaffenburg.

### Bordspellen
- Der Untergang von Pompeji / The Downfall of Pompeii
Spel voor 2-4 spelers, die in de huid kruipen van de bewoners van Pompeï en moeten proberen de uitbarsting van de Vesuvius te overleven. Een bordspel van Klaus-Jürgen Wrede, dat in 2004 is uitgegeven door Amigo Spiele (Duitse versie) en Mayfair Games (Engelstalige versie).

### Muziek
- De rockband Pink Floyd filmde een liveconcert in 1971, Pink Floyd: Live at Pompeii, waarin ze zes nummers speelden in het oude Romeinse amfitheater van de stad.
- Cities in Dust, een nummer van Siouxsie and the Banshees van het album Tinderbox (1985), gaat over de stad Pompeï en de uitbarsting van de Vesuvius. Het nummer werd gecoverd door Junkie XL op het album Booming Back at You (2008).
- Het lied Pompeii van de band Bastille.
- In de zomer van 2016 gaf David Gilmour een live concert in het amfitheater van Pompeï. Dit concert was onderdeel van zijn Rattle That Lock tour. Naar eigen zeggen was dit de eerste keer dat er voor publiek een evenement werd gehouden in het amfitheather in meer dan 2000 jaar.
- Ready to let go, een nummer van Cage the Elephant (2019)
- Above the clouds of Pompeii, een nummer van Bear's Den (2014)